# Điểm Hút Lớn

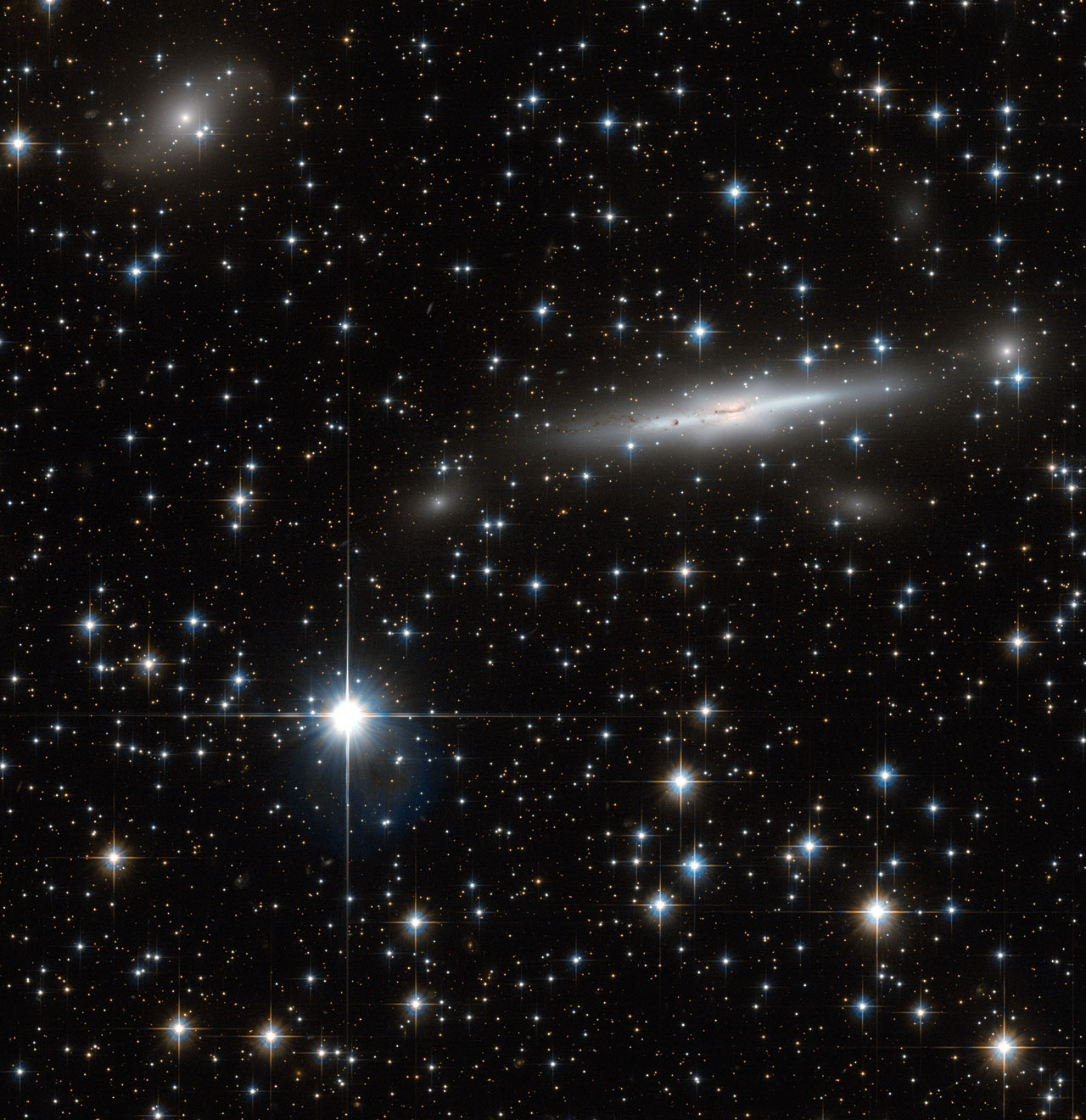
Ảnh từ Hubble Telescope vùng trên bầu trời nơi Điểm Hút Lớn định vị.

Điểm Hút Lớn là một dị thường hấp dẫn trong không gian liên thiên hà tại trung tâm của siêu đám thiên hà Laniakea, biểu lộ sự tồn tại của một vùng vật chất tập trung định vị được với khối lượng hàng chục nghìn lần khối lượng Ngân Hà. Vùng khối lượng này quan sát được bởi ảnh hưởng của nó trên chuyển động của các thiên hà và đám thiên hà liên quan của chúng trên một vùng trải dài hàng trăm nghìn năm ánh sáng. Điểm Hút Lớn đang di chuyển đến siêu đám thiên hà Shapley.
Những thiên hà này đều dịch chuyển đỏ, căn cứ theo định luật Hubble, cho thấy chúng đang rời xa chúng ta và rời xa lẫn nhau, nhưng sự biến động trong dịch chuyển đỏ của chúng đủ để thể hiện sự tồn tại của dị thường này.